# Psychoglypha browni
Psychoglypha browni is een schietmot uit de familie Limnephilidae. De soort komt voor in het Nearctisch gebied.